# 俄羅斯國家社會政治史檔案館
俄罗斯国家社会政治历史档案馆（簡稱RGASPI） (俄语： Российский государственный архив социально-политической истории (РГАСПИ))是位于莫斯科的大型俄罗斯国家档案馆，當中保存着1952年之前苏联共产党的档案。它由聯邦檔案局管理。檔案館成立于1999年，由其他两个档案馆合并而成，即俄罗斯最近历史文献保存和研究中心 (RTsKhIDNI)，以及青年组织文件保存中心（俄语：  Центр хранения документов молодежных организаций (ЦХДМО))。1952年后的苏共档案則收藏于俄羅斯國家當代歷史檔案館。
档案包括许多主要共产党和苏联领导人之个人文件，包括尼古拉·布哈林、费利克斯·捷尔任斯基、拉扎尔·卡加诺维奇、米哈伊尔·加里宁、列夫·加米涅夫、谢尔盖·基洛夫、格奥尔基·马林科夫、阿纳斯塔斯·米高扬、 VM 莫洛托夫、格奥尔基·普列汉诺夫、约瑟夫·斯大林、莱昂托洛茨基和格里高利·季诺维也夫。

## 參看
- 蘇共中央馬列研究所
- 维诺纳計畫